# Olszyna (Ustronie Morskie)
Olszyna (deutsch Ulrichshof) ist ein Wohnplatz in der Woiwodschaft Westpommern in Polen. Er gehört zu der Gmina Ustronie Morskie (Landgemeinde Henkenhagen) im Powiat Kołobrzeski (Kolberger Kreis). 

## Geographische Lage
Der Ort liegt in Hinterpommern, etwa 115 Kilometer nordöstlich von Stettin und etwa 10 Kilometer östlich von Kołobrzeg (Kolberg). Die Bebauung geht im Nordosten in den Kernort Ustronie Morskie (Henkenhagen) über, im Nordwesten in den Wohnplatz Sianożęty (Ziegenberg). Im Süden verläuft die Bahnstrecke Köslin–Kolberg, dahinter erstreckt sich der Kolberger Stadtwald. 

## Geschichte
Der Ort ist aus dem Dorf Boltenhagen hervorgegangen, das im Mittelalter dem Nonnenkloster in Kolberg gehörte. Nach der Reformation gehörte das Dorf dem Landesherrn. Auf der Lubinschen Karte von 1618 ist Boltenhagen eingezeichnet. Die Namensähnlichkeit mit dem benachbarten, erst 1753 gegründeten Ort Bodenhagen dürfte Zufall sein. 
Anfang des 17. Jahrhunderts ließ sich Ulrich von Pommern, nicht-regierender Herzog und ab 1618 evangelischer Bischof von Cammin, hier ein Jagdschloss erbauen. Der Ort wurde dann in Ulrichshof umbenannt. Nachdem Herzog Ulrich im Jahre 1622 gestorben war, gelang es der Stadt Kolberg im Jahre 1625, Ulrichshof in Erbpacht zu erhalten. 
Ulrichshof wurde zunächst als Vorwerk der Stadt bewirtschaftet. Während des Siebenjährigen Krieges (1756–1763) wurde Ulrichshof durch russische Truppen verwüstet. Danach wurden anstelle des Vorwerks drei Bauernstellen eingerichtet. 
In Ludwig Wilhelm Brüggemanns Ausführlicher Beschreibung des gegenwärtigen Zustandes des Königlich-Preußischen Herzogtums Vor- und Hinterpommern (1784) ist Ulrichshof unter den Eigentumsdörfern der Stadt Kolberg aufgeführt.
Um 1860 bildete Ulrichshof politisch einen Teil des benachbarten Dorfes Henkenhagen, genau gesagt der Gemeinde Henkenhagen (Kämmerei), also des vormals der Stadt Kolberg gehörenden Anteils. In Ulrichshof lebten damals 97 Einwohner bei 9 Wohngebäuden. Im Jahre 1905 wurde eine einheitliche Landgemeinde Henkenhagen gebildet. 
Im Jahre 1925 nahm die Pommersche Bauernhochschule ihren Sitz in Ulrichshof. 
Vor 1945 bildete Ulrichshof einen Wohnplatz in der Landgemeinde Henkenhagen und gehörte mit dieser zum Kreis Kolberg-Körlin der preußischen Provinz Pommern.
1945 kam Ulrichshof, wie ganz Hinterpommern, an Polen. Die Dorfbevölkerung wurde vertrieben. Der Ort erhielt den polnischen Ortsnamen Olszyna.